# Mohamed Bennaï
Mohamed Noureddine Bennai est un footballeur algérien né le 4 juillet 1988 à Ouargla, en Algérie. Il évolue au poste d'attaquant en faveur du club du MC Oran.

## Biographie
Le 10 janvier 2017, Mohamed Bennaï paraphe un contrat de deux ans avec le MC Oran.